# ATC код P
|  |  | Інформація, розміщена на даній сторінці служить тільки для ознайомлення. Займатись самолікуванням без медичної освіти, категорично забороняється. |

## (P) Протипаразитарні лікарські засоби, інсектициди та репеленти
ATX код P (англ. ATC code P), «Протипаразитарні лікарські засоби, інсектициди та репеленти» — розділ системи літеро-цифрових кодів Анатомічно-терапевтично-хімічної класифікації, розроблений Всесвітньою організацією охорони здоров'я для класифікації ліків та інших медичних продуктів застосовуваних людьми. Подібну структуру мають також коди ветеринарного застосування (АТХвет коди), які побудовані шляхом розміщення літери Q перед відповідним людським АТХ кодом (наприклад: QA04…) та містяться в окремому списку. Національні АТХ-класифікації по кожній країні можуть дещо відрізнятися та зазвичай включають додаткові коди.

### (P01)Протипротозойні препарати
| (P01A)    | Засоби проти амебіазів та інших протозойних захворювань      |
| (P01AA)   | Похідні гідроксихіноліну                                     |
| (P01AA01) | Бросихінолін                                                 |
| (P01AA02) | Кліохінол                                                    |
| (P01AA04) | Хлорхінальдол                                                |
| (P01AA05) | Тілброхінол                                                  |
| (P01AA52) | Кліохінол, комбінації                                        |
| (P01AB)   | Похідні нітроімідазолу                                       |
| (P01AB01) | Метронідазол                                                 |
| (P01AB02) | Тинідазол                                                    |
| (P01AB03) | Орнідазол                                                    |
| (P01AB04) | Азанідазол                                                   |
| (P01AB05) | Пропенідазол                                                 |
| (P01AB06) | Німоразол                                                    |
| (P01AB07) | Секнідазол                                                   |
| (P01AB51) | Метронідазол, комбінації                                     |
| (P01AC)   | Похідні дихлороацетаміду                                     |
| (P01AC01) | Ділоксанід                                                   |
| (P01AC02) | Клефамід                                                     |
| (P01AC03) | Етофамід                                                     |
| (P01AC04) | Теклозан                                                     |
| (P01AR)   | Сполуки арсену                                               |
| (P01AR01) | Арстінол                                                     |
| (P01AR02) | Дифетарсон                                                   |
| (P01AR03) | Глікобіарзол                                                 |
| (P01AR53) | Глікобіарзол, комбінації                                     |
| (P01AX)   | Інші засоби проти амебіазів та інших протозойних захворювань |
| (P01AX01) | Хініофон                                                     |
| (P01AX02) | Еметин                                                       |
| (P01AX04) | Фанкуінон                                                    |
| (P01AX05) | Мепакрін                                                     |
| (P01AX06) | Атоваквон                                                    |
| (P01AX07) | Триметрексат                                                 |
| (P01AX08) | Тенонітрозол                                                 |
| (P01AX09) | Дегідрометін                                                 |
| (P01AX10) | Фумагілін                                                    |
| (P01AX11) | Нітазоксанід                                                 |
| (P01AX52) | Еметин, комбінації                                           |
| (P01B)    | Препарати для лікування малярії                              |
| (P01BA)   | Амінохіноліни                                                |
| (P01BA01) | Хлорохін                                                     |
| (P01BA02) | Гідроксихлорохін                                             |
| (P01BA03) | Примахін                                                     |
| (P01BA06) | Амодіахін                                                    |
| (P01BB)   | Бігуаніди                                                    |
| (P01BB01) | Прогуаніл                                                    |
| (P01BB02) | Кіслогуаніл ембонат                                          |
| (P01BB51) | Прогуаніл, комбінації                                        |
| (P01BC)   | Метанолхіноліни                                              |
| (P01BC01) | Хінін                                                        |
| (P01BC02) | Мефлохін                                                     |
| (P01BD)   | Діамінопірімідін                                             |
| (P01BD01) | Піріметамін                                                  |
| (P01BD51) | Піріметамін, комбінації                                      |
| (P01BE)   | Артемізинін та його похідні, прості                          |
| (P01BE01) | Артемізинін                                                  |
| (P01BE02) | Артеметер                                                    |
| (P01BE03) | Артесунат                                                    |
| (P01BE04) | Артемотил                                                    |
| (P01BE05) | Артенімол                                                    |
| (P01BF)   | Артемізинін та його похідні, комбінації                      |
| (P01BF01) | Артеметер/люмефантрин                                        |
| (P01BF02) | Артесунат та мефлохін                                        |
| (P01BF03) | Артезунат/амодиахін                                          |
| (P01BF04) | Артезунат, сульфаметопіразін та піріметамін                  |
| (P01BF05) | Артенімол та піперагуін                                      |
| (P01BF06) | Артезунат та поронарідін                                     |
| (P01BX)   | Інші препарати для лікування малярії                         |
| (P01BX01) | Галофантрин                                                  |
| (P01C)    | Засоби проти лейшманіозу та трипаносомозів                   |
| (P01CA)   | Похідні нітроімідазолу                                       |
| (P01CA02) | Бензнідазол                                                  |
| (P01CB)   | Сполуки антимона                                             |
| (P01CB01) | Меглумін антимонат                                           |
| (P01CB02) | Стібоглуконат натрію                                         |
| (P01CC)   | Похідні нітрофуранів                                         |
| (P01CC01) | Ніфуртімокс                                                  |
| (P01CC02) | Нітрофурал                                                   |
| (P01CD)   | Сполуки арсену                                               |
| (P01CD01) | Меларсопрол                                                  |
| (P01CD02) | Ацетарсол                                                    |
| (P01CX)   | Інші засоби проти лейшманіозу та трипаносомозів              |
| (P01CX01) | Пентамідин ізетіонат                                         |
| (P01CX02) | Сурамін натрію                                               |
| (P01CX03) | Ефлорнітин                                                   |

### (P02)Протигельмінтні препарати
| (P02B)    | Протитрематодні препарати               |
| (P02BA)   | Похідні хіноліну та споріднені речовини |
| (P02BA01) | Празиквантел                            |
| (P02BA02) | Оксамніквін                             |
| (P02BB)   | Сполуки органофосфатів                  |
| (P02BB01) | Метрифонат                              |
| (P02BX)   | Інші протитрематодні препарати          |
| (P02BX01) | Битіонол                                |
| (P02BX02) | Ніридазол                               |
| (P02BX03) | Стибофен                                |
| (P02BX04) | Тріклабендазол                          |
| (P02C)    | Протинематодні засоби                   |
| (P02CA)   | Похідні бензимідазолу                   |
| (P02CA01) | Мебендазол                              |
| (P02CA02) | Тіабендазол                             |
| (P02CA03) | Альбендазол                             |
| (P02CA04) | Циклобендазол                           |
| (P02CA05) | Флубендазол                             |
| (P02CA06) | Фенбендазол                             |
| (P02CA51) | Мебендазол, комбінації                  |
| (P02CB)   | Піперазин та його похідні               |
| (P02CB01) | Піперазин                               |
| (P02CB02) | Діетилкарбамазін                        |
| (P02CC)   | Похідні тетрагідропіримідину            |
| (P02CC01) | Пірантел                                |
| (P02CC02) | Оксантел                                |
| (P02CE)   | Похідні імідазотіазолу                  |
| (P02CE01) | Левамізол                               |
| (P02CF)   | Авермектин                              |
| (P02CF01) | Івермектин                              |
| (P02CX)   | Інші протинематодні засоби              |
| (P02CX01) | Порвініум                               |
| (P02CX02) | Бефеніум                                |
| (P02D)    | Протицестодні препарати                 |
| (P02DA)   | Похідні саліцилової кислоти             |
| (P02DA01) | Ніклозамід                              |
| (P02DX)   | Інші протицестодні препарати            |
| (P02DX01) | Десаспідин                              |
| (P02DX02) | Діхлорофен                              |

### (P03) Препарати для знищення ектопаразитів, включаючи протикоростні засоби, інсектициди та репеленти
| (P03A)    | Препарати для знищення ектопаразитів, включаючи протикоростні засоби      |
| (P03AA)   | Продукти, що містять сірку                                                |
| (P03AA01) | Діксантоген                                                               |
| (P03AA02) | Полісульфід калію                                                         |
| (P03AA03) | Месульфен                                                                 |
| (P03AA04) | Дисульфірам                                                               |
| (P03AA05) | Тирам                                                                     |
| (P03AA54) | Дисульфірам, комбінації                                                   |
| (P03AB)   | Продукти, що містять хлор                                                 |
| (P03AB01) | Клофенотан                                                                |
| (P03AB02) | Ліндан                                                                    |
| (P03AB51) | Клофенотан, комбінації                                                    |
| (P03AC)   | Піретрини, включаючи синтетичні сполуки                                   |
| (P03AC01) | Піретрум                                                                  |
| (P03AC02) | Біоаллетрін                                                               |
| (P03AC03) | Фенотрін                                                                  |
| (P03AC04) | Перметрин                                                                 |
| (P03AC51) | Піретрум, комбінації                                                      |
| (P03AC52) | Біоаллетрін, комбінації                                                   |
| (P03AC53) | Фенотрін, комбінації                                                      |
| (P03AC54) | Перметрин, комбінації                                                     |
| (P03AX)   | Інші препарати для знищення ектопаразитів, включаючи протикоростні засоби |
| (P03AX01) | Бензилбензоат                                                             |
| (P03AX02) | Олеінат міді                                                              |
| (P03AX03) | Малатіон                                                                  |
| (P03AX04) | Квассія                                                                   |
| (P03AX05) | Диметикон                                                                 |
| (P03B)    | Інсектициди та репеленти                                                  |
| (P03BA)   | Піретрин                                                                  |
| (P03BA01) | Цифлутрин                                                                 |
| (P03BA02) | Циперметрин                                                               |
| (P03BA03) | Декаметрин                                                                |
| (P03BA04) | Тетраметрин                                                               |
| (P03BX)   | Інші інсектициди та репеленти                                             |
| (P03BX01) | Діатилтолуамід                                                            |
| (P03BX02) | Диметилфталат                                                             |
| (P03BX03) | Дибутилфталат                                                             |
| (P03BX04) | Дибутилсукцинат                                                           |
| (P03BX05) | Диметилкарбат                                                             |
| (P03BX06) | Етогексадіол                                                              |